# كاثلين ماكلويد
كاثلين ماكلويد (بالإنجليزية: Kathleen MacLeod)‏ مواليد 23 أكتوبر 1986، هي لاعبة كرة سلة أسترالية. بدأت مسيرتها الاحترافية في سنة 2003. وتحمل الرقم 44. مثلت منتخب بلادها. شاركت في دورة الألعاب الأولمبية الصيفية سنة 2012.

## الميداليات
| الميدالية | المسابقة                       |
| --------- | ------------------------------ |
| برونزية   | الألعاب الأولمبية الصيفية 2012 |

## روابط خارجية
- كاثلين ماكلويد على موقع الاتحاد الدولي لكرة السلة (الإنجليزية)
- كاثلين ماكلويد على موقع كرة السلة الأوروبية.كوم (الإنجليزية)
- كاثلين ماكلويد على موقع سبورتس رفرنس (الإنجليزية)
- كاثلين ماكلويد على موقع أوليمبيديا (الإنجليزية)
- كاثلين ماكلويد على موقع اللجنة الأولمبية الأسترالية (الإنجليزية)